# Perryville (Missouri)
Perryville ist eine City in und Verwaltungssitz des Perry County im Südosten des US-amerikanischen Bundesstaates Missouri. Im Jahr 2020 hatte die Stadt 8.555 Einwohner. Benannt ist das County nach dem Marineoffizier Oliver Hazard Perry.

## Geografie
Perryville liegt wenige Kilometer westlich des Mississippi, der die Grenze zu Illinois bildet. Die Stadt  liegt auf 37°07′12″ nördlicher Breite und 93°28′49″ westlicher Länge und erstreckt sich über 34,45 km².
Nachbarorte sind Chester in Illinois (23,8 km nördlich), Belgique (20,9 km nordöstlich), Crosstown (15,5 km östlich), Longtown (11,3 km südöstlich), Highland (7,9 km südwestlich) und Silver Lake (15,5 km westsüdwestlich).
Die nächstgelegenen Großstädte sind St. Louis (130 km nördlich), Tennessees Hauptstadt Nashville (405 km südöstlich), Memphis (330 km südlich), Springfield (399 km westlich) und Missouris Hauptstadt Jefferson City (280 km nordwestlich).

## Verkehr
Durch die westlichen Stadtteile von Perryville verläuft parallel zum Mississippi die Interstate 55, die die kürzeste Verbindung von St. Louis nach Memphis bildet. Durch das Stadtzentrum führt der U.S. Highway 61, der ebenfalls parallel zum Mississippi verläuft. Durch den Nordwesten von Perryville führt die Missouri State Route 51, die rund 20 km nördlich der Stadt den Mississippi überquert.
18,4 km nördlich der Stadt liegt der Perryville Municipal Airport. Der nächste Großflughafen ist der 148 nordnordwestlich gelegene Flughafen St. Louis.

## Demografische Daten
Nach der Volkszählung im Jahr 2010 lebten in Perryville 8225 Menschen in 3370 Haushalten. Die Bevölkerungsdichte betrug 417,5 Einwohner pro Quadratkilometer. In den 3370 Haushalten lebten statistisch je 2,4 Personen.
Ethnisch betrachtet setzte sich die Bevölkerung zusammen aus 95,3 Prozent Weißen, 0,8 Prozent Afroamerikanern, 0,4 Prozent amerikanischen Ureinwohnern, 0,9 Prozent Asiaten sowie aus anderen ethnischen Gruppen; 1,3 Prozent stammten von zwei oder mehr Ethnien ab. Unabhängig von der ethnischen Zugehörigkeit waren 2,7 Prozent der Bevölkerung spanischer oder lateinamerikanischer Abstammung.
25,4 Prozent der Bevölkerung waren unter 18 Jahre alt, 56,9 Prozent waren zwischen 18 und 64 und 17,7 Prozent waren 65 Jahre oder älter. 52,3 Prozent der Bevölkerung war weiblich.
Das jährliche Durchschnittseinkommen eines Haushalts lag bei 41.092 USD. Das Pro-Kopf-Einkommen betrug 21.276 USD. 15,2 Prozent der Einwohner lebten unterhalb der Armutsgrenze.